# Zelotes davidi
Zelotes davidi är en spindelart som först beskrevs av Simon 1884.  Zelotes davidi ingår i släktet Zelotes och familjen plattbuksspindlar. Inga underarter finns listade i Catalogue of Life.